# Курбаны
Курбаны (баш. Ҡорбан) — река в России, протекает по Башкортостану, Альшеевский район. Устье реки находится в 309 км по левому берегу реки Дёма. Длина реки составляет 12 км.
В верховье пересыхает. Имеет правый приток — реку Буданьяр.

## Данные водного реестра
По данным государственного водного реестра России относится к Камскому бассейновому округу, водохозяйственный участок реки — Дёма от истока до водомерного поста у деревни Бочкарёва, речной подбассейн реки — Белая. Речной бассейн реки — Кама.
Код объекта в государственном водном реестре — 10010201312111100024717.